# Neusiedl am See
Neusiedl am See er en bykommune i Burgenland i Østrig beliggende i distriktet distriktet Neusiedl. Byen er hovedby i distriktet. Neusiedl am See ligger i en højde af 133 moh og er beliggende ved den nordlige bred af Neusiedler See. Området er præget af mange vinmarker.

## Historie
Byen nævnes første gang i kilder i forbindelse med en omtale af byens marked i 1209. I midten af det 13. århundrede blev byen ødelagt af mongoler og omkring 1282 blev den bosat på ny under navnet "Niusidel". I 1517 opnår byen købstadsrettigheder. Neusiedl blev beskadiget i 1683 i kølvandet på anden tyrkiske belejring af Wien og i 1708 af anti-habsburgske oprørere fra Ungarn. I 1926 opnåede Neusiedl am See stadsret.
Byen hørte sammen med resten af Burgenland indtil 1921 til Ungarn. Efter afslutningen af 1. verdenskrig blev Burgenland efter svære forhandlinger i Saint-Germain-traktaten og Trianon-traktaten tildelt Østrig.
Byen har siden 1987 været venskabsby med Deggendorf i Bayern i Tyskland.

## Politik
Kommunalbestyrelsen har 25 medlemmer og har siden kommunalvalget i 2012 haft følgende sammensætning:
- ÖVP 12 mandater
- SPÖ 10 mandater
- Grüne 2 mandater
- FPÖ 1 mandat

Borgmester er Kurt Lentsch (ÖVP).

## Seværdigheder
Af seværdigheder kan nævnes den romersk-katolske kirke, der oprindelig er bygget i gotisk stil og siden ombygget til barok. Pestsøjlen fra 1713/14, samt ruinerne fra et vagttårn på den nærliggende høj Taborberg.

## Økonomi og transport
Vinavl og turisme er vigtige indtægtskilder for Neusidl am See. Byen har gode trafikforbindelser til Wien og siden 1980'erne har byen fremvist den største befolkningsvækst i Burgenland. Motorvej A4, der forbinder Wien med en ungarske grænse passerer forbi Neusiedl am See, ligesom byen har to banegårde. Nærmeste lufthavn er Flughafen Wien-Schwechat, der ligger omkring 20 minutters kørsel fra byen. I november 2007 blev motorvejsforbindelsen (A4/A6 mellem Neusiedl am Se og Bratislava åbnet.
Tæt på motorvejen er opført en stor erhvervspark med bl.a. et teknologicentrum.